# Mésopotamie (province romaine)
Pour les articles homonymes, voir Mésopotamie (homonymie).
 (avril 2019).
Si vous disposez d'ouvrages ou d'articles de référence ou si vous connaissez des sites web de qualité traitant du thème abordé ici, merci de compléter l'article en donnant les références utiles à sa vérifiabilité et en les liant à la section « Notes et références ».

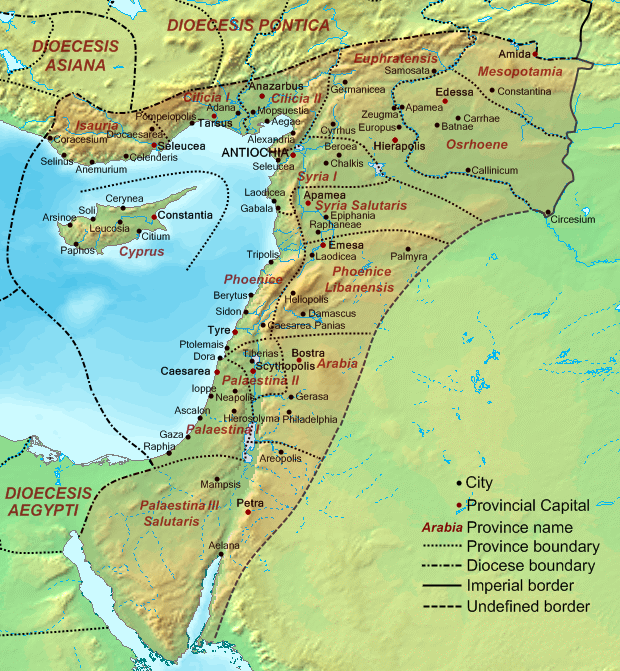
Les provinces romaines de Mésopotamie et Osroène vers 400

La province romaine de Mésopotamie a été créée en 198 par Septime Sévère. Elle préexiste brièvement en 116–117, puis en 198–637.

## La conquête
À la fin du IIe et au début du IIIe siècle, Rome, l'Empire parthe, puis l'Empire sassanide et l'Arménie se disputent cette région. À la suite des victoires des généraux de Lucius Aurelius Verus, et notamment d'Avidius Cassius entre 164 et 166, Rome peut étendre à nouveau son contrôle militaire en direction de ces régions, menant des opérations à Nisibe et réaffirmant son protectorat sur le royaume d'Édesse. Le royaume d'Adiabène sauvegarde cependant son indépendance et tente de reprendre le contrôle sur Nisibe au début des années 190. Septime Sévère, lors de sa campagne orientale de 195, lui inflige de sévères défaites, prenant le titre d'Adiabenicus, « vainqueur de l'Adiabène ». Le royaume d'Osroène, situé à l'ouest de l'Adiabène,est alors transformé en province, à l'exception de sa capitale Édesse. La seconde campagne de Sévère en Orient, en 197, renforce sans doute le contrôle romain dans la région, mais échoue cependant à triompher d'Hatra. 

## L’organisation provinciale dans la région auIIIesiècle

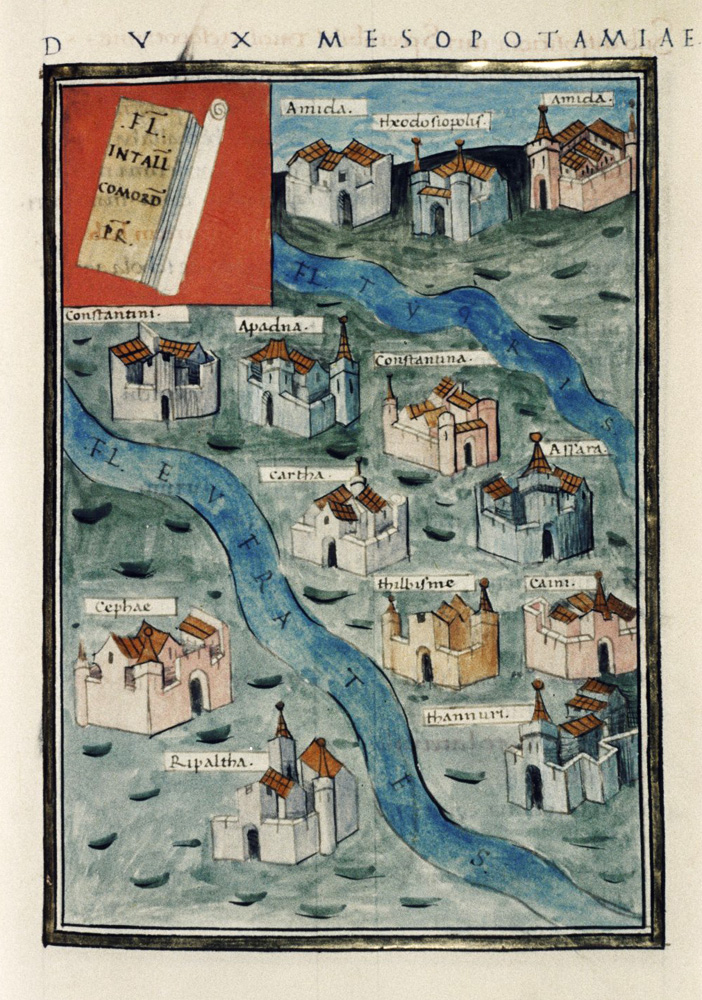
Carte des postes militaires romains en Mésopotamie à partir d'un manuscrit de 1436

Les nouvelles zones passées sous le contrôle direct de Rome sont rassemblées en 198 au sein de la nouvelle province de Mésopotamie. D'ouest en est on trouve donc la province d'Osroène dont Carrhes (Carrhae) est la capitale, le royaume d'Édesse réduit à la portion congrue autour de sa capitale, puis la province de Mésopotamie dont la capitale est établie à Nisibe. Cette dernière province est protégée par deux légions : la legio Ia Parthica à Singara et la IIa Parthica à Rhesaena, le commandement de ces légions et le gouvernement de la province étant confié à des membres de l'ordre équestre. En 213, par décision de Caracalla, Édesse perd son roi Abgar IX et ce qui lui reste d'indépendance pour devenir colonie romaine et être intégrée au nouvel ensemble provincial.

## Une région disputée entre deux empires
L'annexion définitive d'Édesse annonce en fait le début de la réalisation de grands projets de conquêtes par Caracalla, désireux d'envahir l'empire Parthe. Mais le roi des Parthes se dérobant à la bataille, Caracalla ne peut que piller l'Adiabène restée indépendante, avant de mourir assassiné par Macrin en 217. Rome entre dans une période de trouble politique pour quelques années. Parallèlement son ancien rival, l'empire des Arsacides était remplacé par l'Empire sassanide à l'organisation plus centralisée et à la politique plus agressive. C'est sans doute cela qui entraîne un renversement d'alliance notable dans la région. La puissante cité d'Hatra qui résista longtemps à Septime-Sévère et resta dans la zone d'influence parthe, intègre l'alliance romaine avant 231. À cette date en effet la route entre le camp romain de Singara et Hatra est bornée par l'armée romaine qui installe des fortins et des garnisons jusque dans les environs de Hatra. La garnison romaine est attestée jusque sous Gordien III. En 240 cependant Hatra est prise et détruite par Chapour Ier et le contrôle romain remis en cause, même si Philippe l'Arabe parvient par la négociation à garder les territoires romains en 244. Dès lors la région est constamment disputée au gré des conflits entre Romains et Sassanides. Ces derniers l'envahissent et font prisonnier l'empereur Valérien en 260. 
Après l'épisode de l'empire Palmyrénien, la région revient sous le contrôle de Rome grâce à Aurélien, Carus en 283 et réorganisée sous la Tétrachie. La frontière est portée au Tigre en 298 par une campagne de Galère.
La région échappe au contrôle solide de Rome en 363, avec la mort de Julien, lorsque l'empereur Jovien conclut rapidement la paix afin de pouvoir regagner rapidement Constantinople, où il doit alors consolider son pouvoir. La région continue d'être disputée entre l'empire romain d’Orient et les Perses jusqu'à l'occupation arabe en 636.